# 周磐
周 磐（しゅう ばん、49年 - 121年）は、後漢の儒学者。字は堅伯。本貫は汝南郡安成県。

## 経歴
周燮の一族であり、建武初年に天水太守をつとめた周業の孫にあたる。
若くして洛陽に遊学し、『古文尚書』や『洪範五行』や『春秋左氏伝』を学んだ。礼を好んで行い、『尚書』にないことは言わず、儒者たちはかれを師と仰いだ。貧しい生活で母を養った。『詩経』の汝墳の章を読み終わると、憤り嘆いて韋帯（未仕官者の衣服）を解き、孝廉の挙に応じた。和帝の初年に、謁者となった。任城県令に任じられ、陽夏県令や重合県令を歴任し、いずれも善政で知られた。後に母のことを思って、官を捨てて郷里に帰った。母が没すると、服喪の期間が終わっても、墓の側に住み続けた。門徒に講学教授して、その学生は1000人に達した。
公府に3回召されたが、応じなかった。121年（建光元年）、死去した。享年は73。

## 伝記資料
- 『後漢書』巻39 列伝第29